# Трамповский запрет на иммиграцию

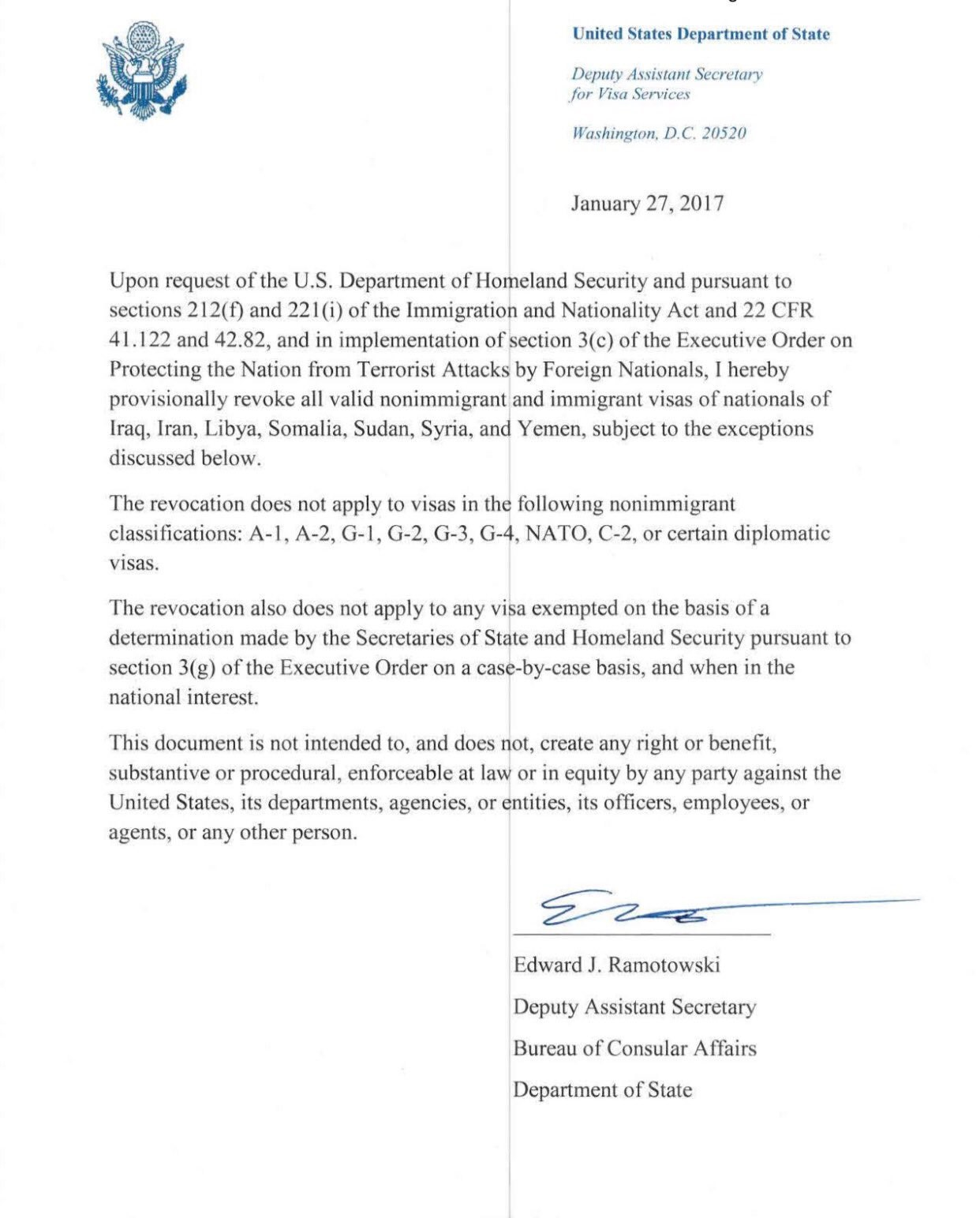
Постановление о временном аннулировании виз, датированное 27 января 2017 года

Трамповский запрет на иммиграцию (Трамповский запрет на въезд, англ. Trump travel ban; также известный как Запрет на мусульман, англ. Muslim ban) — ряд указов, изданных американским президентом Дональдом Трампом в 2017 году. Первый указ № 13769 ввёл строгие ограничения на въезд в США для граждан Ирана, Ирака, Ливии, Сомали, Судана, Сирии и Йемена. После протестов и судебных разбирательств второй указ № 13780, внёс поправки в некоторые положения первого приказа и исключил Ирак из списка. Наконец, указ № 9645 добавил ограничения в отношении Чада, Северной Кореи и Венесуэлы, в то время как Судан был исключён из списка.
31 января 2020 года администрация Трампа объявила о расширении запрета на поездки ещё на шесть стран. Однако данный запрет распространяется только на определённые визы для жителей Судана, Эритреи, Киргизии, Мьянмы, Нигерии и Танзании.
20 января 2021 года президент Джо Байден издал прокламацию об отмене запрета на поездки Трампа.

## Предыстория
7 декабря 2015 года, будучи кандидатом в президенты, Дональд Трамп призвал полностью закрыть въезд мусульманам в Соединённые Штаты до тех пор, пока «представители нашей страны не поймут, что, чёрт возьми, происходит». Его комментарии были осуждены несколькими из его конкурентов за выдвижение от республиканцев, в том числе Крисом Кристи, Джебом Бушем, Марко Рубио и Линдси Грэмом, а также демократическими кандидатами на пост президента — Берни Сандерсом и Мартином О'Мэлли.

## Указы
- Указ № 13769 (27 января 2017) — первоначальный запрет на въезд.
- Указ № 13780 (6 марта 2017) — второй и пересмотренный запрет на въезд, заменяющий первоначальный запрет. Действовал всего 90 дней.
  - Указ № 9645 (24 сентября 2017) — третий запрет на поездки взамен второго.
  - Указ № 9723 (10 апреля 2018) — снятие ограничения на поездки в США для граждан Чада.
  - Указ № 9983 (21 февраля 2020) — введение ограничений для граждан Эритреи, Киргизии, Мьянмы, Нигерии, Танзании и Судана.

## Влияние на страны
Более 135 миллионов человек проживали в странах, затронутых первоначальным запретом. Больше всего пострадали мусульманские страны — Иран, Сомали, Йемен, Ливия и Сирия, которые испытали на 92 %, 86 %, 83 %, 80 %, 77 % соответственно уменьшение количества иммиграционных виз в США по сравнению с предыдущий год. 
Страны, на которые распространялся запрет на поездки:
- Иран: запрет на выдачу иммиграционных и неиммиграционных виз, кроме виз категории F, J, M
- Ливия: запрет на въезд для иммигрантов и держателей виз B
- Сомали: запрет на въезд для иммигрантов
- Сирия: запрет на въезд для иммигрантов и неиммигрантов
- Йемен: запрет на въезд для иммигрантов и держателей виз B
- Судан: запрет на выдачу иммиграционных виз по лотерее Грин-карт
- Чад: запрет на въезд для иммигрантов и держателей виз B
- КНДР: запрет на въезд для иммигрантов и неиммигрантов
- Эритрея: запрет на выдачу иммиграционных виз
- Кыргызстан: запрет на выдачу иммиграционных виз
- Мьянма: запрет на выдачу иммиграционных виз
- Нигерия: запрет на выдачу иммиграционных виз
- Танзания: запрет на выдачу иммиграционных виз по лотерее Грин-карт
- Венесуэла: запрет на въезд для сотрудников государственных органов Венесуэлы по визам B

## Отмена запрета
20 января 2021 года президент Джо Байден издал указ № 10141, который отменил запреты Трампа на въезд.